# 成東総合運動公園
成東総合運動公園（なるとうそうごううんどうこうえん）は、千葉県山武市五木田にある自然・運動公園。

## 概要
陸上競技場・野球場・サッカー場などを備えた約14ヘクタールの広大な敷地面積を有する総合公園である。（旧成東町時代の2001年に竣工）

## 沿革
- 1994年 - 旧成東町町民の要望により公園整備構想を策定
- 1998年 - 用地取得を完了
- 1999年 - 総合運動公園の工事に着手
- 2001年 - 3月 全ての公園工事を完了

## 施設
- 管理棟
- 会議室
- テニスコート
- 野球場
- 陸上競技場
- サッカー場

## 交通
- JR東日本総武本線成東駅から5.2km
- 千葉東金道路 山武成東ICから9.1km
- 山武成東インター入口から17分
- 成東駅から11分
- 松尾駅から13分
- 山武市役所から9分
- 求名駅から15分

## 公園データ
- 休園日：①月曜日（祝日の場合は開館）　②祝日の翌日（月曜日の場合は翌々日）　③年末年始（12月29日から翌年1月3日まで）

詳しくは公式ホームページを参照されたい。

## その他
- 2017年に陸上競技場の改修工事が行われた。

## 周辺の施設
- 山武市市役所
- 山武市歴史民俗資料館
- 成東･東金食虫植物群落